# Bifidobacterium dentium
Il Bifidobacterium dentium è una specie di batteri del genere Bifidobacterium, batteri anaerobici ramificati della famiglia delle Bifidobacteriaceae.
Il B. dentium è una fonte di infezioni anaerobiche ed è anche un segnale in acque inquinate per tracciare la fonte di contaminazione fecale. Gli scienziati hanno dimostrato che il B. dentium può causare la carie negli esseri umani. A causa della sua elevata tolleranza agli ambienti acidi raggiunti dalla bocca umana (pH 4,5), il B. dentium può sostenere la crescita nelle cavità orali, causare danni ai denti e abbattere gli zuccheri.
B. dentium è stato identificato dai ricercatori del Baylor College of Medicine e del Texas Children's Hospital come produttore di un neurotrasmettitore che potrebbe svolgere un ruolo nella prevenzione o nel trattamento di malattie infiammatorie intestinali come la malattia di Crohn. 